# Karmelitánské nakladatelství
Karmelitánské nakladatelství je katolicky orientované nakladatelství provozované společností KatMedia, s.r.o., kterou vlastní Česká biskupská konference (ČBK). Náleží k největším vydavatelům náboženské literatury v Česku. Nakladatelství založil roku 1991 Řád karmelitánů jako společnost s ručením omezeným, v roce 2019 však kvůli finančním potížím přešlo do 100% vlastnictví ČBK. Roku 2022 nakladatelství v důsledku sloučení do společnosti Katolický týdeník, s.r.o. přestalo existovat jakožto samostatná společnost.

## Historie
Knihy pod vydavatelskou značkou „Karmelitánské nakladatelství“ byly vydávány již od roku 1991 nejdříve pod živnostenským oprávněním karmelitána Vojtěcha Kodeta a od roku 1994 pod živnostenským oprávněním Českomoravské generální delegatury Řádu karmelitánů. Dne 12. prosince 1995 se nakladatelství stalo samostatným právním subjektem ve formě společnosti s ručením omezeným nejdříve pod názvem KARDIS s.r.o. a od 25. listopadu 1998 pod názvem Karmelitánské nakladatelství s.r.o. V této společnosti byl Řád karmelitánů jediným společníkem s vkladem 30 mil. Kč.
V roce 2013 bylo kvůli dlouhodobě špatným hospodářským výsledkům odvoláno celé vedení společnosti, včetně ředitele Jana Fatky. V důsledku kapitalizace pohledávek věřitelů se v roce 2016 stalo společníky Karmelitánského nakladatelství dalších 16 subjektů se souhrnným majetkovým podílem téměř 92 % (Česká biskupská konference 16 %, Karmel sv. Josefa 12 %, Arcibiskupství pražské 12 %, Školské sestry sv. Františka 10 %, Biskupství českobudějovické 6 % aj.). Nakonec se 1. března 2019 stala jediným vlastníkem společnosti Česká biskupská konference, která ostatní podíly odkoupila. K 30. dubnu 2022 společnost zanikla sloučením do společnosti Katolický týdeník, s.r.o., která se přejmenovala na KatMedia, s.r.o. Knižní produkce KatMedia, s.r.o. je i nadále vydávána pod značkou Karmelitánské nakladatelství a maloobchodní síť 11 prodejen je provozována pod názvem Karmelitánská knihkupectví.  

## Činnost
Karmelitánské nakladatelství, kromě vydávání vlastní knižní produkce s křesťanským (katolickým) zaměřením, provozuje 11 kamenných prodejen po celé České republice a velkoobchodní distribuci s knihami, liturgickými předměty, devocionáliemi, klášterními produkty a mešními víny. Veškerý tento sortiment nabízí také prostřednictvím svého e-shopu na portálu Cirkev.cz (https://eshop.cirkev.cz), kde najdete cca 5.000 položek včetně nabídky elektronického předplatného křesťanských médií (Katolický týdeník, Fermentum, Rodinný život). E-shop využívá moderních technologií a logistických služeb, díky nimž si své zboží můžete vyzvednout většinou již druhý den po objednání na více než 10.000 výdejních místech v ČR a 3.000 místech na Slovensku, případně si je nechat pohodlně doručit přímo do domu.
Příkladem vydaných autorů jsou Józef Augustyn, Maria Calasanz Ziescheová, Marie Svatošová, Kateřina Lachmanová, Jiří Reinsberg, Josef Pieper, Agostino Casaroli, Joachim Meisner, Anselm Grün, Etty Hillesum, Jiří Šindar, Václav Vaško, Viktor Frankl, Vojtěch Kodet, Hana Pinknerová a dalších více než 200 autorů.

## Slovensko

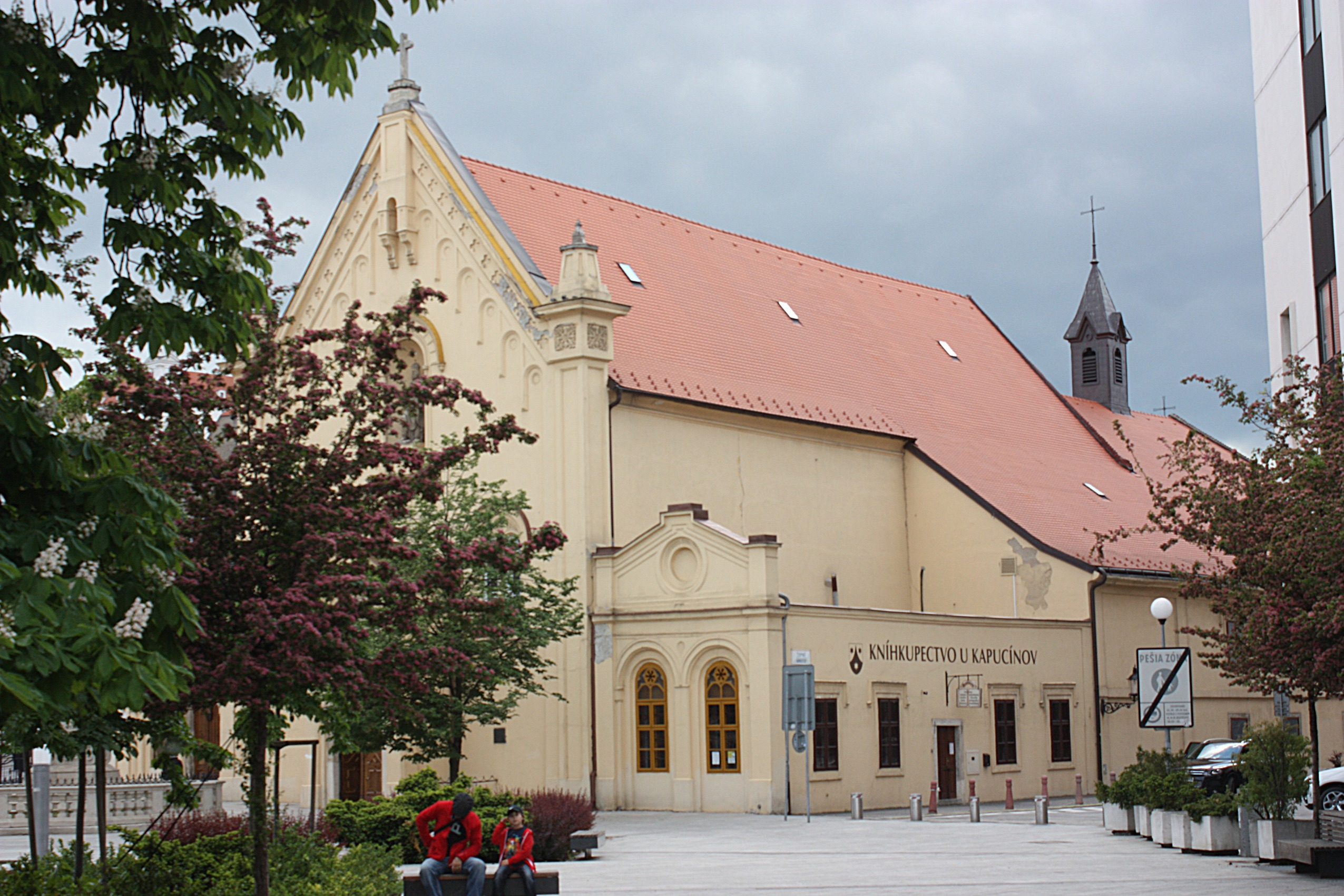
Prodejna Karmelitánskeho nakladateľstva v Bratislavě

Karmelitánské nakladatelství zřídilo na Slovensku v červenci 2005 dceřinou společnost Karmelitánské nakladateľstvo, s.r.o. Po deseti letech své existence však v listopadu 2015 z rozhodnutí českého Karmelitánského nakladatelství vstoupila v likvidaci.